# 何塞·祖梅尔
何塞·马利亚·卡洛斯·德·莱昂·祖梅尔（英語：Jose Maria Carlos De Leon Zumel，？年？月？日—），是菲律宾空军将军，费迪南德·马科斯的坚定支持者，是安东尼奥·祖梅尔的兄弟，1987年、1989年领导策划了针对菲律宾总统阿基诺夫人的军事政变。